# 趙國忠
趙國忠，字伯進，遼東錦州衞人，明朝军事將領。
嘉靖八年，舉武會試，進都指揮僉事，守備靉陽，后升任錦義右參將。因戰功卓越，晉升爲遼東總兵官、都督同知。蒙古以八百騎兵進入鴉鶻關，其率兵作戰，都指揮康雲陣亡，嘉靖帝命趙國忠戴罪立功。之後因此事連坐，加上守備張文瀚陣亡，被免職。
嘉靖二十六年，起用，擔任西官廳聽征右哨參將，后授都督僉事，提督東官廳。當時俺答汗進攻宣府，總兵官趙卿防禦不及，嘉靖帝命趙國忠代任。趙國忠率兵抵達岔道時，周尚文已經擊退蒙古軍。隨後他帥參將孫勇帶精兵于大滹沱之戰中擊退。此後蒙古軍懼怕趙國忠，在抵達天壽山看到趙國忠后不敢進犯。嘉靖三十一年，他再次鎮守遼東。蒙古軍率領數萬騎兵偷襲錦州，被趙國忠成功抵禦。嘉靖三十二年，其率領部隊出塞襲擊蒙古，此後常有摩擦，趙國忠后被罷免。